# Da kommt Kalle/Episodenliste
Diese Episodenliste enthält alle Episoden der ZDF-Familienserie Da kommt Kalle, sortiert nach der deutschen Erstausstrahlung. Die Serie umfasst fünf Staffeln mit insgesamt 70 Episoden.

## Staffel 1
Die Erstausstrahlung der ersten Staffel war vom 14. Oktober 2006 bis zum 30. Dezember 2006 im ZDF zu sehen. Sie beinhaltet zwölf Folgen.
| Nr. (ges.) | Nr. (St.) | Originaltitel     | Zusammenfassung | Erstausstrahlung D |
| ---------- | --------- | ----------------- | --- | ------------------ |
| 1          | 1         | Akt am Strand     | Kalle enthüllt im Schuppen ein Gemälde, welches Kostas nun verscherbeln soll. Gleichzeitig werden in Flensburg 15 Bilder des Künstlers Niehoff gestohlen. Die Theorie von einem Versicherungsbetrug ändert sich, als auch das von Kalle gefundene Gemälde verschwindet. | 14. Okt. 2006      |
| 2          | 2         | Kalle in Love     | Während Kalle seine große Liebe findet, wird Kostas mit 112 km/h in der Stadt mit erlaubten 50 km/h geblitzt. Um seinen Führerschein nicht zu verlieren, nimmt er ein Angebot des KBA an: Er soll seinen Pickup für zwei Tage dem Amt zu Testzwecken überlassen. Doch den Beamten kennt niemand, somit ist Kostas einem Autoschieberring auf den Leim gegangen.                                                     | 21. Okt. 2006      |
| 3          | 3         | Schwein gehabt    | Pia will mit Olli und Lorenz ein illegales Spielcasino ausheben, was aber völlig schiefläuft. Der Betreiber rammt auf der Flucht einen Lastwagen mit einem Schwein, welches entkommt. Kalle findet am nächsten Morgen das Schwein, fühlt sich aber nach Aufnahme durch die Kinder benachteiligt. Stefan betreibt Nachforschungen und findet den neuen Standort des Casinos heraus. Er schleust sich mit Kostas ein. | 28. Okt. 2006      |
| 4          | 4         | Vorsicht, giftig! | Kalle stößt im Wald auf einen Mann, der offensichtlich von einer Schlange gebissen wurde. Er wird ins Krankenhaus gebracht, flieht aber. Stefan führt daraufhin die Polizisten zu der Stelle, wo er lag. Da ist nur noch eine Schildkröte zu finden. Klara Fall: Ein Tierschmuggelring ist am Werk. | 4. Nov. 2006       |
| 5          | 5         | Taschendiebe      | In Flensburg treiben Taschendiebe ihr Unwesen. Pia benötigt jede Unterstützung, um den Ring aufzuspüren. Da wird ihr Kollege Christiansen vom Dienst suspendiert, will aber trotzdem ermitteln, natürlich inkognito. Kalle spezialisiert sich auf eine Pizzeria, die nicht ganz sauber scheint. | 11. Nov. 2006      |
| 6          | 6         | Schatzräuber      | Im Flensburger Schifffahrtsmuseum wird der Silberschatz gestohlen. Museumsdirektor und Museumsführer geben sich gegenseitig die Schuld. Pia steht vor einem Rätsel. Stefan möchte auch gern in seiner Zeitung darüber berichten, bekommt aber keine Informationen von Pia, welche zusätzlich noch in Hannos Klasse einen Vortrag über ihre Arbeit halten soll.                                                      | 18. Nov. 2006      |
| 7          | 7         | Sündenbock        | Weil Pias Auto kaputt ist, leiht sie sich das von Kostas. Drogenhunde entdecken jede Menge Kokain in dem Auto. Pia wird vom Dienst suspendiert, was sie nicht davon abhält, mit Kalle zu ermitteln. | 25. Nov. 2006      |
| 8          | 8         | Goldfieber        | Aus einem Tresor werden wertvolle Uhren gestohlen. Für Pia sieht das ganz nach Versicherungsbetrug aus, dank Kalles neuer Sammelleidenschaft für Glitzersachen kann sie den Fall lösen, der doch ganz anders liegt. | 2. Dez. 2006       |
| 9          | 9         | Jugendsünde       | In einem Einkaufscenter für Segelbedarf werden Wertgegenstände und Geld gestohlen. Auch Stinkbomben vergraulen die Kunden. | 9. Dez. 2006       |
| 10         | 10        | Schöne Ferien     | Als Familie Eichhorn aus dem Urlaub zurückkommt, stellen sie fest, dass in ihrer Villa eingebrochen worden ist. Die Täter haben keine Spuren hinterlassen. Da wird ein zweiter Einbruch gemeldet, bei dem ein Hundekeks gefunden wurde, der dann aber von Kalle gefressen wird. | 16. Dez. 2006      |
| 11         | 11        | Fernweh           | Pia und Stefan wollen eine Motorradreise machen. Doch da wird Stefans Motorrad gestohlen. Pia glaubt, es war Kostas, der die Reise verhindern wollte und damit Stefan einen Gefallen getan hätte, denn der war an einer nicht-aufschiebbaren Story dran. POM Christiansen will ihn sogar verhaften, weil just mit dem Motorrad Handtaschendiebstähle verübt wurden.                                                 | 23. Dez. 2006      |
| 12         | 12        | Familienbande     | Das Ermittlerteam hat einen Unfall mit Fahrerflucht und eine Erpressung zu bearbeiten. Durch Kalle findet es heraus, dass beide Fälle zusammenhängen. | 30. Dez. 2006      |

## Staffel 2
Die Erstausstrahlung der zweiten Staffel war vom 13. Oktober 2007 bis zum 19. Januar 2008 im ZDF zu sehen. Sie beinhaltet 13 Folgen.
| Nr. (ges.) | Nr. (St.) | Originaltitel       | Zusammenfassung | Erstausstrahlung D |
| ---------- | --------- | ------------------- | --- | ------------------ |
| 13         | 1         | So ein Zirkus       | Chef Eberling ordnet eine Polizeidiensthundprüfung für Kalle an. Sollte er diese nicht bestehen, darf er keine Pfote mehr in das Revier setzen.                                                                     | 13. Okt. 2007      |
| 14         | 2         | Falscher Fuffziger  | Kalle geht mit Freuden seiner neuen Ausbildung nach. Stefan muss mit Hanno zum Zahnarzt, welcher ihn ins Vertrauen zieht: Er wird erpresst, weil er einen falschen Doktortitel trägt. Pia nimmt die Ermittlung auf. | 20. Okt. 2007      |
| 15         | 3         | Unfallgefahr        | In Flensburg geschehen mehrere eigenartige Unfälle. Pia und Lorenz kommen auf die Spur von so genannten Autobumsern. Diese verursachen absichtlich Unfälle, um dann später die Versicherungssumme zu kassieren.     | 27. Okt. 2007      |
| 16         | 4         | Das Versprechen     | In Flensburg werden Apothekeneinbrüche begangen. | 3. Nov. 2007       |
| 17         | 5         | Die Schreckschraube | In einem Sanitärgroßhandel werden 15 Tonnen Kupfer gestohlen. | 10. Nov. 2007      |
| 18         | 6         | Der Querulant       | Das Auto eines Paragraphenreiters wird in Brand gesteckt. | 24. Nov. 2007      |
| 19         | 7         | Kein leichter Fang  | Es geschehen mehrere Diebstähle und Einbrüche auf Schiffen im Hafen. | 1. Dez. 2007       |
| 20         | 8         | Trickbetrüger       | Ein Trickbetrüger treibt sein Unwesen. | 8. Dez. 2007       |
| 21         | 9         | Fair Play           | Ein Boxer hat K.O.-Tropfen bekommen und bricht im Kampf zusammen. | 15. Dez. 2007      |
| 22         | 10        | Landpartie          | Entlaufene Kühe verursachen einen Unfall mit erheblichem Sachschaden. | 22. Dez. 2007      |
| 23         | 11        | Teurer Fund         | Bei der Polizei wird eine angeblich gefundene Tasche mit 90.000 € abgegeben. Niemand vermisst sie… | 5. Jan. 2008       |
| 24         | 12        | Pferdediebe         | Von einem Reiterhof werden wertvolle Pferde gestohlen. | 12. Jan. 2008      |
| 25         | 13        | Werbestar Kalle     | Ein Werbemanager klagt über Diebstähle. Pia und Kalle ermittelt undercover. | 19. Jan. 2008      |

## Staffel 3
Die Erstausstrahlung der dritten Staffel erfolgte zwischen dem 31. Januar 2009 und dem 2. Mai 2009 im ZDF. Sie beinhaltet 13 Folgen.
| Nr. (ges.) | Nr. (St.) | Originaltitel                  | Zusammenfassung | Erstausstrahlung D |
| ---------- | --------- | ------------------------------ | --- | ------------------ |
| 26         | 1         | Der Neue                       | Olli bekommt einen neuen Kollegen: Oskar Neuhaus                                                                               | 31. Jan. 2009      |
| 27         | 2         | Dümmer als die Polizei erlaubt | Ollis Fahrrad wird gestohlen.                                                                                                  | 7. Feb. 2009       |
| 28         | 3         | Hoteldiebe                     | Eine luxuriöse Hotelsuite wird ausgeraubt.                                                                                     | 14. Feb. 2009      |
| 29         | 4         | Love is in the Air             | Eine Dame aus reichem Hause erstattet bei der Polizei Anzeige gegen die Geliebte ihres Vaters.                                 | 21. Feb. 2009      |
| 30         | 5         | Camping unter Freunden         | Ein Luxus-Wohnmobil wird gestohlen.                                                                                            | 28. Feb. 2009      |
| 31         | 6         | Falsches Spiel                 | Sven Kröger, ein Häftling, schafft es den JVA-Beamten zu entwischen und taucht in Flensburg unter.                             | 7. März 2009       |
| 32         | 7         | Teure Ferien                   | Die Polizeiuniform von Oskar Neuhaus wird gestohlen. Seitdem kontrollieren falsche Polizisten Autofahrer. Pia baut eine Falle… | 14. März 2009      |
| 33         | 8         | Mutproben                      | Das Team ermittelt in einem Verkehrsunfall, der nicht ganz sauber war.                                                         | 21. März 2009      |
| 34         | 9         | Sommerfrische                  | Geld, Handys und Laptops werden im Freibad gestohlen.                                                                          | 4. Apr. 2009       |
| 35         | 10        | Blitzalarm                     | Ein Blitzgerät wird mutwillig zerstört.                                                                                        | 11. Apr. 2009      |
| 36         | 11        | Dr. Hot                        | Bei einer Schuldirektorin wird eingebrochen. Hängt der Fall mit den Graffiti-Bildern zusammen?                                 | 18. Apr. 2009      |
| 37         | 12        | Kohle im Kamin                 | Im Kamin einer Verstorbenen findet sich eine große Summe D-Mark.                                                               | 25. Apr. 2009      |
| 38         | 13        | Promille Promille              | Olli muss zur direkten internen Ermittlung und wird vom Dienst suspendiert.                                                    | 2. Mai 2009        |

## Staffel 4
Die Erstausstrahlung der vierten Staffel erfolgte vom 2. Oktober 2010 bis 5. März 2011 im ZDF. Die Folge „Echte Freunde“ wurde aufgrund eines Handballspiels nachträglich am 5. März ausgestrahlt.
| Nr. (ges.) | Nr. (St.) | Originaltitel              | Zusammenfassung | Erstausstrahlung D |
| ---------- | --------- | -------------------------- | --- | ------------------ |
| 39         | 1         | Der Mann im Baum           | In einem Naturschutzgebiet wird ein Seeadlernest ausgeraubt. | 2. Okt. 2010       |
| 40         | 2         | Der Schein trügt           | Kalle findet eine Brieftasche mit einem falschen Führerschein. | 9. Okt. 2010       |
| 41         | 3         | Chaos in der Gartenkolonie | Olli und Oskar werden in eine Gartenkolonie gerufen. Doch aus der anfänglichen Lärmbelästigung entwickelt sich ein größeres Verbrechen.                                                                                   | 16. Okt. 2010      |
| 42         | 4         | Landliebe                  | Aus einem Unfallauto verschwindet eine Tasche mit 32.000 € | 23. Okt. 2010      |
| 43         | 5         | Baby an Bord               | Olli hat im Streifenwagen sein Funkgerät vergessen. Als er es mit Kalle holen will, finden die beiden ein Baby. | 30. Okt. 2010      |
| 44         | 6         | Kalle Undercover           | Ein Ferienhaus in Dänemark wurde an mehrere Interessenten verkauft. Die Spur führt nach Flensburg. | 6. Nov. 2010       |
| 45         | 7         | Herzkreis Chaos            | Es werden mehrere tausend Euro aus einem Hotelzimmer gestohlen. Offensichtlich waren die ein Einsatz in einem Schenkungskreis. Bald verhören Olli und Oskar zwei Frauen, die beide getrennt voneinander die Tat gestehen. | 13. Nov. 2010      |
| 46         | 8         | Vergiftet                  | Es wird ein Brandanschlag auf ein Schiff ausgeübt. Der Besitzer verdächtigt Umweltaktivisten. | 20. Nov. 2010      |
| 47         | 9         | Kalle süß-sauer            | Eine chinesische Schülerin wird gemobbt und ein Brandanschlag auf das Restaurant ihrer Eltern verübt. | 27. Nov. 2010      |
| 48         | 10        | Flensburg Royal            | Auf Kostas Warenlager wird ein Anschlag verübt. Er gesteht, an einer illegalen Pokerrunde teilgenommen zu haben, in der er viel Geld verloren hat. Olli und Kalle schleusen sich in das Turnier ein.                      | 4. Dez. 2010       |
| 49         | 11        | Kalle auf dem Eis          | Zwei trainierende Sportler geraten in einem Fitness-Studio aneinander. Kalle muss eingreifen. | 11. Dez. 2010      |
| 50         | 12        | Weihnachtstraum            | Oskar und Olli müssen einen Taschendieb auf dem Weihnachtsmarkt entlarven. | 18. Dez. 2010      |
| 51         | 13        | Fischers Fritz             | Stefan erkrankt an einer Fischvergiftung, nachdem er und Pia in einem Luxusrestaurant zu Abend gegessen hatten. Ist der Streit zwischen zwei Köchen der Grund dafür?                                                      | 8. Jan. 2011       |
| 52         | 14        | Ungebetener Besuch         | Bei Anne wird eingebrochen. Was suchte der Täter? | 15. Jan. 2011      |
| 53         | 15        | Echte Freunde              | Oskar werden gefälschte Konzertkarten angedreht, während Olli sich den Kopf zerbricht, wie er Oskar beibringen soll, dass er nicht befördert wird.                                                                        | 5. März 2011       |
| 54         | 16        | Schnuppermassage           | Aus einem Umkleideschrank in einer Wellness-Oase wird eine Handtasche gestohlen. | 29. Jan. 2011      |
| 55         | 17        | Scherben bringen Glück     | Während Olli, Oskar, Pia und Kalle ein Seminar besuchen, verschwindet bei einer Hochzeit die Braut. | 5. Feb. 2011       |
| 56         | 18        | Bodyguards                 | Ein russischer Investor besucht Flensburg, um Krügers Werft zu übernehmen. Olli, Oskar und Kalle sollen ihn während seines Aufenthaltes beschützen. Dabei stoßen sie auf kriminelle Geschäfte des Investors.              | 12. Feb. 2011      |
| 57         | 19        | Spritztour                 | Ein Parkhauswächter soll einen Sportwagen parken. Er findet jedoch im Handschuhfach viel Geld und will sich damit in die Karibik absetzen.                                                                                | 19. Feb. 2011      |
| 58         | 20        | Natalies Geheimnis         | Der kleine Lucas, Sohn des Verkehrsdezernenten Henri Brodersen, verschwindet. Pia vermutet, dass die Mutter noch ein Geheimnis hütet.                                                                                     | 26. Feb. 2011      |

## Staffel 5
Die reguläre Ausstrahlung der 5. Staffel sollte am 19. März 2011 beginnen. Sondersendungen zum Tōhoku-Erdbeben und der davon verursachten Nuklearkatastrophe von Fukushima führten aber Ende März zu etlichen Verschiebungen und Ausfällen einzelner Folgen. Daher wurde der Start der Staffel auf den 1. Oktober 2011 verschoben.
Die ersten beiden Folgen wurden bereits zum Termin der ursprünglich geplanten Fernsehausstrahlung in der ZDF-Mediathek zur Verfügung gestellt (Nr. 59 und Nr. 60), wobei hier die Folge-Nr. 60 vor der Folge-Nr. 59 ins Netz gestellt wurde.
| Nr. (ges.) | Nr. (St.) | Originaltitel             | Zusammenfassung | Erstausstrahlung D           |
| ---------- | --------- | ------------------------- | --- | ---------------------------- |
| 59         | 1         | Freunde für immer         | Entführer behaupten, den Sohn des Kieler Windkraftanlagenbauers Schreibers entführt zu haben und fordern 100.000 Euro Lösegeld. Als Verstärkung des Polizistenteams Kottke und Neuhaus (Mike Hoffmann) kommt der Kommissar Lukas Hoffmann (Max Woelky) aus Kiel hinzu. Polizeiobermeister Oscar Neuhaus (Mike Hoffmann) steigt am Ende dieser Folge aus. (Erstausstrahlung am 2. April 2011 nur in der ZDF-Mediathek. Im Fernsehen wurde stattdessen die Folge 28 (Hoteldiebe) wiederholt.) | (2. Apr. 2011) 1. Okt. 2011  |
| 60         | 2         | Kalle in der Falle        | Nach einem Banküberfall in der Innenstadt kann Kalle einen der Bankräuber stellen, der andere flieht mit dem Fluchtfahrzeug. (Erstausstrahlung nur in der ZDF-Mediathek, da die reguläre Ausstrahlung aufgrund einer Sondersendung entfiel.) | (19. Mär. 2011) 8. Okt. 2011 |
| 61         | 3         | Feuerteufel               | In Flensburg kam es zu einigen Bränden und es besteht der Verdacht, dass es sich um Brandstiftung handelt. Doch die Zusammenarbeit zwischen Polizei und Feuerwehr läuft nicht so gut. | 15. Okt. 2011                |
| 62         | 4         | Stille Wasser sind tief   | Ein 16-jähriges Mädchen verschwindet und Kalle, Olli und Lukas müssen ermitteln. | 22. Okt. 2011                |
| 63         | 5         | Jagdsaison                | Nachdem Jäger Harmsen sich ein Bein gebrochen hat, als er auf seinem Hochsitz saß, ermitteln Kalle und Co, ob ihm jemand absichtlich Schaden zufügen wollte. | 29. Okt. 2011                |
| 64         | 6         | Herzenswunsch             | Eine alte Frau wird im Revier abgegeben, sie kann sich weder an ihren Namen noch sonst etwas erinnern. Da Pia verhindern möchte, dass die Dame in ein Heim kommt, nimmt sie sie mit zu sich nach Hause. | 5. Nov. 2011                 |
| 65         | 7         | Das Wunder von Flensburg  | Es wird eine wertvolle Statue aus einer Kirche gestohlen. Diese Statue war für die Seefahrer heilig und ist damit hochbegehrt. | 12. Nov. 2011                |
| 66         | 8         | Vandalen in Flensburg     | Eine Immobilienmaklerin ruft die Polizei, weil eine ihrer Villen demoliert wurde. Olli findet Hannos Taschenmesser im Keller der Villa, woraufhin Pia ihren Sohn zur Rede stellt. | 19. Nov. 2011                |
| 67         | 9         | Katzenfreunde             | Eine Rassekatze verschwindet und die Besitzerin ist der festen Überzeugung, dass sie gestohlen wurde. Da sie mit ihrer Katze schon bei einigen Wettbewerben gewonnen hat, ermittelt die Polizei im Katzenverein sowie gegen ihren Exmann. | 26. Nov. 2011                |
| 68         | 10        | Freitag, der 13.          | Um Drogendealern auf die Spur zu kommen, gibt sich Olli als Kurier aus, obwohl er am Freitag, dem 13. lieber zu Hause bliebe. | 10. Dez. 2011                |
| 69         | 11        | Kleine Bälle, großer Zoff | Im Golfclub gibt es einen sonderbaren Einbruch und ein "Golfball-Attentat" auf ein Mitglied. Olli macht undercover einen Schnupper-Golfkurs, während Kostas auf einen Betrüger hereinfällt. Beide Fälle hängen zusammen. | 17. Dez. 2011                |
| 70         | 12        | Dienstfahrt nach Hamburg  | Ein junger Mann stellt sich bei der Polizei und behauptet, der gesuchte Juwelenräuber zu sein. Olli und Lukas bringen ihn nach Hamburg. Dort entwischt er ihnen. Die Hamburger Polizei hält sie für unfähige Landeier… | 31. Dez. 2011                |